# Hopfenbach (Große Röder)

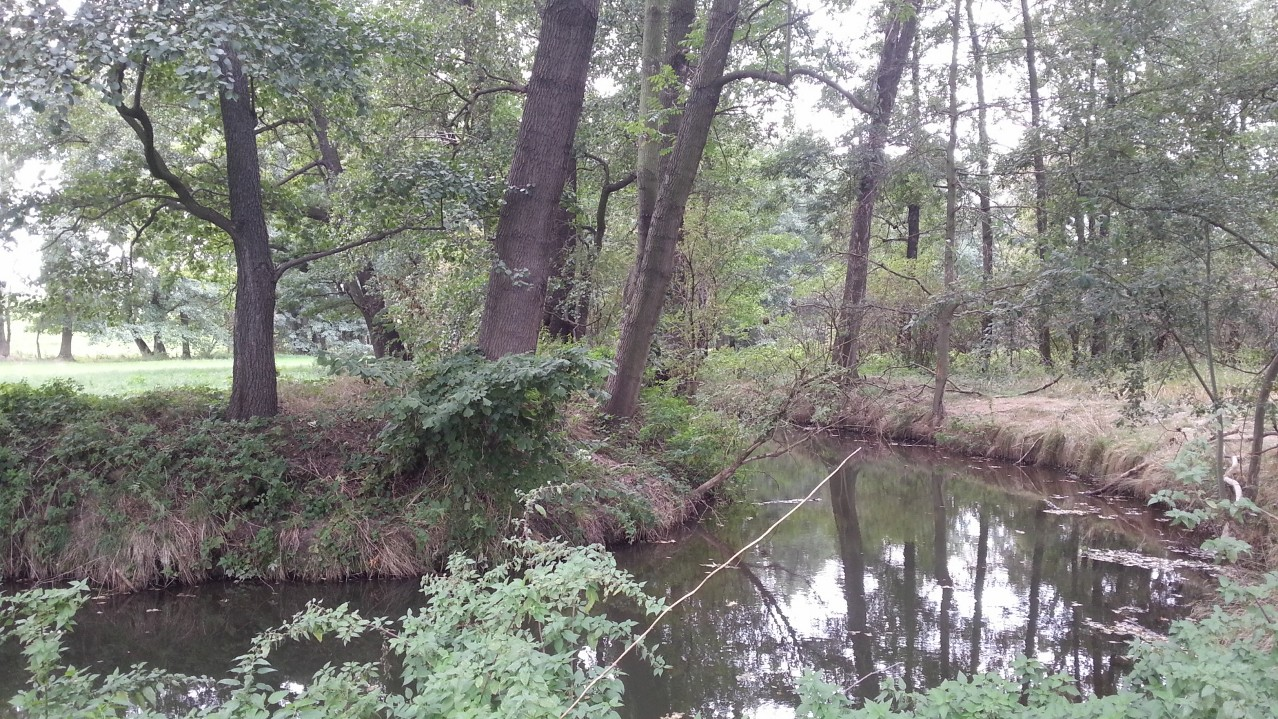
Hopfenbach bei Zschauitz (Großenhain)

Der Hopfenbach, früher auch Krebsbach, Beiersdorfer Bach, Lauterbach oder Bindebach, ist ein Fließgewässer in der Großenhainer Pflege, einer Landschaft im sächsischen Landkreis Meißen. Der 22 Kilometer lange Fluss durchläuft das Gebiet der Gemeinden Moritzburg, Ebersbach und Priestewitz sowie der Stadt Großenhain.

## Beschreibung
Der heutige Name des Flusses bezieht sich auf den in der Region traditionell beheimateten Hopfenanbau, wie er in der Gegenwart unter anderem noch im Priestewitzer Ortsteil Piskowitz zu finden ist.
Der Hopfenbach ist ein Nebenfluss der Großen Röder, einem Nebenfluss der Schwarzen Elster. Der Fluss entspringt in der Gemarkung des Moritzburger Ortsteils Steinbach im sogenannten Friedewald im Norden des Moritzburger Teichgebietes.
Bereits kurz nach seinem Quellort speist der Hopfenbach die zu den Moritzburger Teichen gehörende Köckritzteichgruppe, die aus den vier Teichen Köckritzteich, Silberteich, Furtteich und dem Neuteich (bei Steinbach) besteht. Anschließend speist der Fluss noch weitere Teiche entlang seines Laufes, wie den Kleinen Schönbergteich und die Naunhofer Teichgruppe. Er passiert mehrere Wehre und Querbauwerke, die unter anderem auch an mehreren einstigen Mühlenstandorten zu finden sind. Zu diesen Mühlen gehören – stromaufwärts –  die Hammermühle in Mülbitz, die Mühle in Zschauitz, die Hopfenmühle in Lenz, die Mühlen in Döbritzchen und Dallwitz, die Gauschemühle in Altleis, die "Trepte-Mühle" in Beiersdorf sowie die Mühle Naunhof.
Der Fluss erreicht schließlich die Talsperre Nauleis, die sich zwischen den Orten Nauleis und Hohndorf befindet. Diese umfasst etwa 51 Hektar Fläche und weist einen Stauraum von 1,27 Millionen Kubikmetern auf. Die Talsperre wurde erst in den Jahren von 1988 bis 1991 nordwestlich des Ortes errichtet und war ursprünglich für die Brauchwasserversorgung der Landwirtschaft (Bewässerung) angedacht. Infolge veränderter Nutzungsansprüche nach der Wende dient die Talsperre in der Gegenwart vorrangig dem Hochwasserschutz, der Fischerei und der Abflussregulierung durch Niedrigwasseraufhöhung.
Nach dem Passieren der Talsperre Nauleis mündet der Hopfenbach schließlich nahe dem Großenhainer Stadtteil Zschieschen in den Röderneugraben.
Das Hopfenbachtal ist ein ausgewiesenes europäisches FFH (Fauna- und Flora-Habitat) – Schutzgebiet in Sachsen, das Lebensraum für teilweise seltene Tiere und Pflanzen bietet.

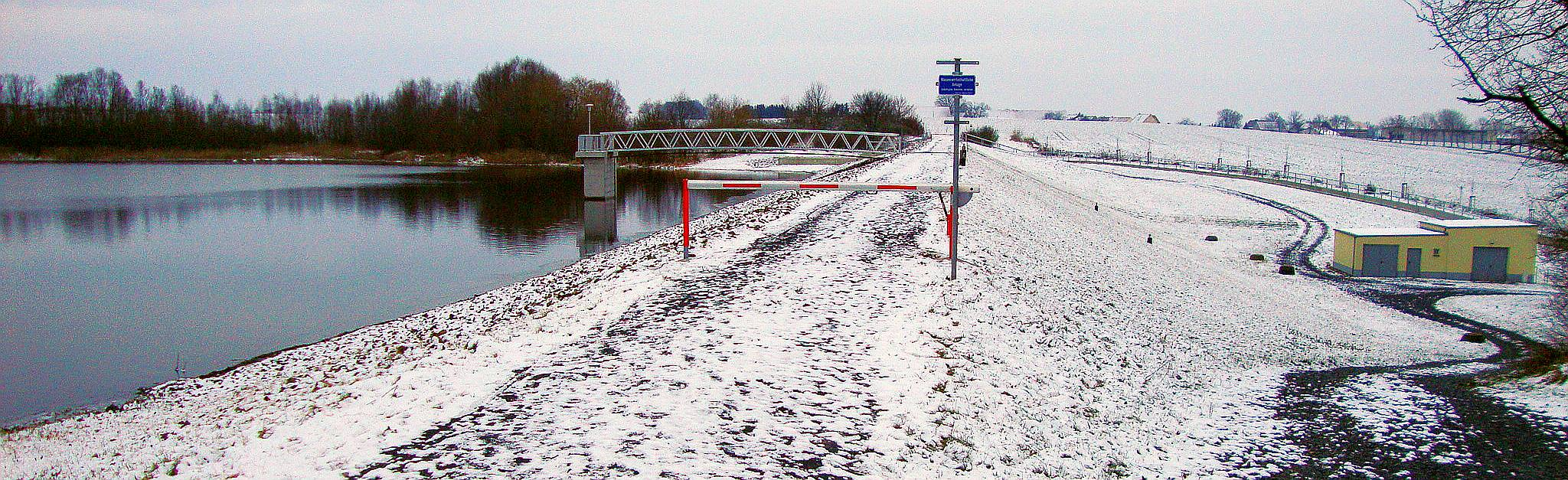
Talsperre Nauleis